# Cephenemyia auribarbis
Cephenemyia auribarbis – gatunek owada z rodziny gzowatych (Oestridae). Jego larwy pasożytują na jeleniu (Cervus elaphus), danielu (Dama dama) oraz reniferze (Rangifer tarandus).